# 2014年中国渔船遭朝鲜劫持事件
2014年中国渔船遭朝鲜劫持事件，是指2014年9月12日，中国辽宁省大连市金州区个体渔船在黄海海域捕鱼时，遭到朝鲜海警以“越界捕鱼”为名强行扣押，并且要求中国渔民缴纳25万人民币罚金的事件，截止9月24日，船员已经获释，但是渔船仍然被扣留。根据以往惯例，由于这类事件涉及到中华人民共和国与朝鲜民主主义人民共和国盟友关系和中国共产党与朝鲜劳动党的特殊关系，往往私下沟通解决，并且中共官方严格控制媒体的播报，以免激怒朝鲜（参见2012年中国渔船遭朝鲜劫持事件）。

## 背景
由于中华人民共和国和朝鲜民主主义人民共和国在黄海海域的海上分界线没有划定，朝鲜劫持中国渔船索取赎金的情况时常发生。

## 事件
9月6日，船主“张喜开”的6名船员（船长幺瑞生）乘坐渔船从辽宁省大连市杏树渔港出海捕鱼。
9月12日晚上，6名朝鲜海警乘坐摩托艇靠近渔船并且有4人强行登上渔船，2人持着冲锋枪，他们对渔民拳打脚踢，随后把渔船强行拖曳到朝鲜的小岛上。
9月14日，张喜开接到一个自称是“朝鲜海警”的陌生电话，对方声称他的“渔船非法越界到朝鲜海域捕鱼，渔船及船员已被扣押，需交25万元罚款”，方能释放被扣渔船和船员。
17日晚上，6船员返回大连市金州区的渔村，他们的身上有被殴打的伤痕，现金和皮带都被朝鲜海警人员抢走，随后，船主张喜开大连金州区杏树屯边防派出所报警。

## 各方反应

### 政府

#### 中华人民共和国
9月22日晚上，中国驻朝鲜大使馆就此事向朝鲜外交部提出交涉。

#### 
朝鲜官方没有反应。